# Rogue Wave (entreprise)
Pour les articles homonymes, voir Rogue Wave.
Rogue Wave Software est un ancien éditeur de logiciels proposant des outils pour les développeurs. La société a été fondée en 1989 à Seattle, puis déménagea l'année suivante à Corvallis, dans l'Oregon. Son siège social se trouvait à Boulder, au Colorado. Rogue Wave a été racheté en janvier 2019 par Perforce, basée à Minneapolis.
Rogue Wave Software était membre du consortium OASIS.

## Historique
Mai 2009 : acquisition de Visual Numerics, Inc., éditeur de logiciels spécialisés dans l'analyse numérique (bibliothèque IMSL) et la visualisation de données.
Décembre 2009 : acquisition de TotalView Technologies, Inc., éditeur de solutions de débogage.
Octobre 2010 : acquisition de Acumem, fournisseur de solutions de profilage de codes multithread.
Août 2013 : acquisition de OpenLogic, fournisseur de solutions autour de l'open source au sein de l'entreprise.
Janvier 2014 : acquisition de Klocwork, éditeur spécialisé dans l'analyse statique de code.
Septembre 2014 : acquisition des produits JViews & Elixir, logiciels généralistes de visualisation (Charts, Gantts, Pert, Diagrammes, Cartographie,...) auprès de IBM / ILOG
Janvier 2019 : rachat par Perforce.

## Produits
Bibliothèques
- SourcePro C++
- IMSL Numerical Libraries
- PyIMSL Studio

Outils de Développement
- TotalView, Outils de Débogage Parallèle
- ThreadSpotter
- PV-WAVE (en), Analyse Visuelle de Données
- Rogue Wave HydraExpress, infrastructure et run-time
- Stingray Studio, Développement d'IHM Windows
- HostAccess, émulation de terminal pour Windows